# キング・アブドゥッラー・スポーツシティ・スタジアム (ブライダ)
キング・アブドゥッラー・スポーツシティ・スタジアム（アラビア語: مدينة الملك عبدالله الرياضية)、英語: King Abdullah Sport City Stadium、旧名: プリンス・アブドゥッラー・ビン・アブドゥルアズィーズ・スタジアム）は、サウジアラビア・カスィーム州のブライダにある多目的スタジアムである。

## 概要
主にサッカーの試合に使用されており、サウジ・プロリーグのアル・タアーウンとアル・ラーイドがホームスタジアムとして利用している。スタジアムの収容人数は29,850人である。なお、ジッダにも同名のスタジアムがある。